# Schachfigur

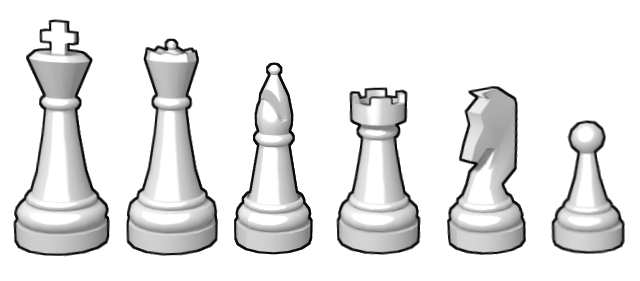
Die sechs verschiedenen Schachsteine: König, Dame, Läufer, Turm, Springer und Bauer

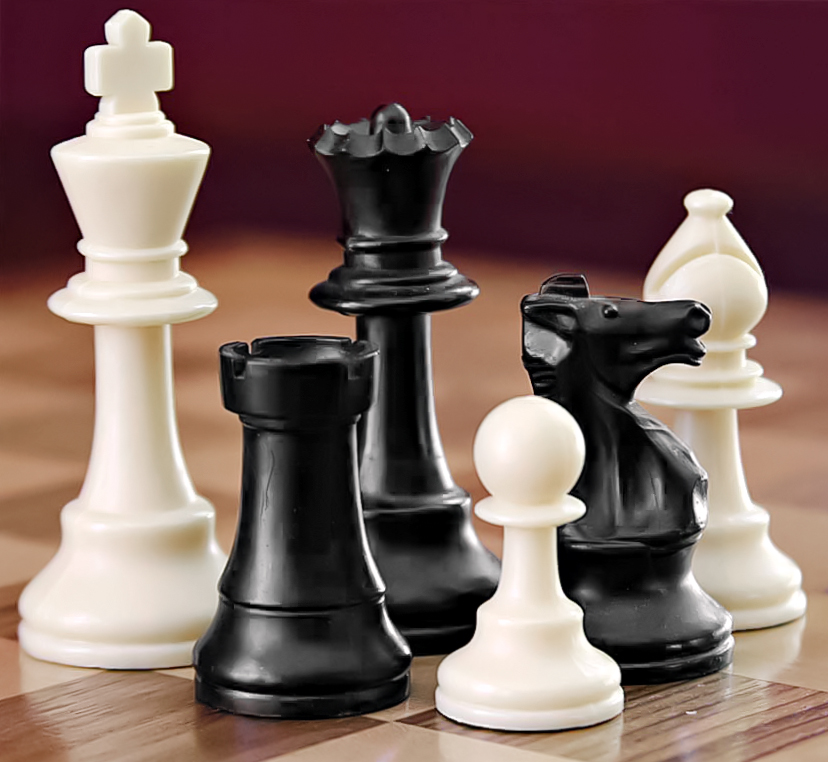
Schachfiguren im Staunton-Design

Im Schachspiel benutzen beide Spieler je einen Satz von 16 Spielsteinen, die als Schachfiguren bezeichnet werden. Die beiden Sätze sind gleichartig und unterscheiden sich nur durch die jeweilige Farbe. Traditionell werden die Farben als Weiß und Schwarz bezeichnet und sind auch in der Praxis meist dem nachempfunden, etwa durch helles und dunkles Holz.
Die 16 Schachfiguren einer Partei sind der König, die Dame, zwei Türme, zwei Läufer, zwei Springer und acht Bauern. Diese Zusammensetzung ist ein Sinnbild von Hofstaat und Heer traditioneller Königreiche. Wegen der Bauernumwandlung können im Lauf einer Partie zusätzliche Figuren nötig werden (jedoch selten). Einige wenige Figurensätze enthalten daher noch eine zweite Dame je Farbe.
Sowohl im umgangssprachlichen Sinne als auch im offiziellen Sprachgebrauch der FIDE-Regeln werden mit dem Wort Figur alle Schachfiguren bezeichnet. In der traditionellen Ausdrucksweise deutschsprachiger Schachspieler schließt die Bezeichnung Figur jedoch die Bauern nicht ein, da sich diese grundlegend von den anderen Steinen unterscheiden. Der Begriff wird aber oft noch weiter eingeschränkt auf die Leichtfiguren; so bedeutet „Figurengewinn“ die Eroberung eines Läufers oder Springers.

## Zugweise
Die einzelnen Spielsteine unterscheiden sich in ihrer Bewegungsweise. Diese sind bei den fünf Figuren (im deutsch-traditionellen Sinne) stets dreh- und spiegelsymmetrisch („in alle Richtungen“) und es gibt keinen Unterschied zwischen reiner Bewegung und Schlagzug. Hingegen können Bauern nur „vorwärts“ (in Richtung des gegnerischen Lagers) ziehen und schräg vorwärts schlagen.
„gerade“ bedeutet horizontal und vertikal, „schräg“ parallel zu einer Diagonale.
| Figurname | Anzahl | Bewegungsmuster | Tauschwert in Bauerneinheiten (ca.) | Startfelder (weiß)    | Startfelder (schwarz) |
| --------- | ------ | --- | ----------------------------------- | --------------------- | --------------------- |
| König     | 1      | ein Feld gerade oder diagonal; bei Rochade zwei Felder seitwärts Richtung Turm                                                              | ∞                                   | e1                    | e8                    |
| Dame      | 1      | gerade oder diagonal, beliebig weit, solange keine Figur zwischen dem Anfangs- und Endfeld steht                                            | 9                                   | d1                    | d8                    |
| Turm      | 2      | gerade, beliebig weit, solange keine Figur zwischen dem Anfangs- und Endfeld steht; bei Rochade Sprung auf das vom König überquerte Feld    | 5                                   | a1, h1                | a8, h8                |
| Läufer    | 2      | diagonal, beliebig weit, solange keine Figur zwischen dem Anfangs- und Endfeld steht                                                        | 3                                   | c1, f1                | c8, f8                |
| Springer  | 2      | zwei Felder gerade, dann ein Feld senkrecht dazu; siehe auch Rösselsprung. Der Springer kann über eigene oder gegnerische Figuren springen. | 3                                   | b1, g1                | b8, g8                |
| Bauer     | 8      | Ziehen: ein Feld gerade vorwärts, beim jeweils ersten Zug optional auch zwei. Schlagen: ein Feld schräg vorwärts. Sonderfall: en passant.   | 1                                   | a2, b2, c2, …, g2, h2 | a7, b7, c7, …, g7, h7 |

|   | a | b | c | d | e | f | g | h |   |
| 8 |   |   |   |   |   |   |   |   | 8 |
| 7 |   |   |   |   |   |   |   |   | 7 |
| 6 |   |   |   |   |   |   |   |   | 6 |
| 5 |   |   |   |   |   |   |   |   | 5 |
| 4 |   |   |   |   |   |   |   |   | 4 |
| 3 |   |   |   |   |   |   |   |   | 3 |
| 2 |   |   |   |   |   |   |   |   | 2 |
| 1 |   |   |   |   |   |   |   |   | 1 |
|   | a | b | c | d | e | f | g | h |   |

Grundstellung
Bei der Aufstellung der Steine gilt, dass die Dame auf einem Feld ihrer Farbe zu stehen kommt („Die Dame liebt ihre Farbe“). Insbesondere bei fehlender Beschriftung beachte man dabei die 90°-Orientierung des Spielbretts, sodass sich ein weißes Feld in der Ecke vorne rechts befindet.

## Tauschwert
In der älteren Schachliteratur und in Partieanalysen werden alle Figuren außer den Bauern und Königen oft als Offiziere bezeichnet. Unterschieden werden:
- Schwerfiguren – Dame und Türme – die jeweils allein mit ihrem König den gegnerischen König mattsetzen können, falls keine weiteren Figuren auf dem Brett verblieben sind, und
- Leichtfiguren – Springer und Läufer –  die jeweils allein mit ihrem König den gegnerischen König nicht mattsetzen können und dafür die Unterstützung mindestens einer weiteren Figur benötigen.

Um das Kräfteverhältnis beider Seiten vergleichen zu können, wird der Wert, den die Figuren erfahrungsgemäß haben, in sogenannten Bauerneinheiten angegeben. Die ungefähren Werte sind:
- Springer: drei Bauern,
- Läufer: drei Bauern,
- Turm: fünf Bauern,
- Dame: neun Bauern.

Da der König nicht geschlagen werden kann, hat er auch keinen Tauschwert.
Der Wert einer Figur hängt jedoch immer auch von der momentanen Stellung ab. Insbesondere für Schachprogramme ist es daher nötig, diese Werte zu präzisieren und anzupassen.

## Design
Die heute allgemein übliche Figurenform, genannt Staunton-Figuren, wurde 1849 von Nathaniel Cook gestaltet. Sie wurde vom damals führenden Spieler Howard Staunton propagiert und erhielt in Folge auch seinen Namen. Im Jahr 1924 wurde sie vom Weltschachverband (FIDE) bei dessen Gründung übernommen. Der Entwurf besticht durch Klarheit, verhaltenen Symbolismus und durch seine Praktikabilität. Der weltweite Erfolg dieser Figuren im 20. Jahrhundert begründet sich durch ihre Massivität und unkomplizierte Herstellung als Massenware.

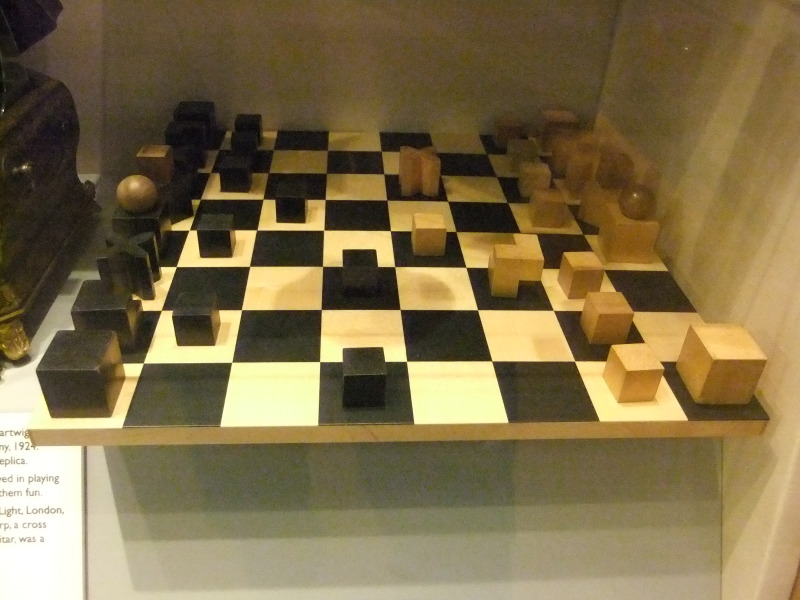
Bauhaus-Schachspiel

Historisch betrachtet reflektiert das Aussehen der Schachfiguren mehr ihren kulturellen und gesellschaftlichen Hintergrund, als dass es die Regeln des Spiels in seine Form überträgt. Ein berühmtes historisches Design wird zum Beispiel von den Lewis-Schachfiguren repräsentiert, die vermutlich im 12. Jahrhundert in Norwegen hergestellt wurden.
Eine mehr abstrakte und symbolisch die Zugregeln darstellende Form schuf Josef Hartwig (1880–1956) mit seinem Figurenentwurf für das sogenannte Bauhaus-Schachspiel von 1923. Das 1924 modifizierte Design baut auf den Grundformen Würfel und Kugel auf. Diese, wie auch die um 1934 in Deutschland entworfenen Figuren im Bundesform-Design, nochmals einfacher gestaltet und leichter herstellbar als die Staunton-Figuren, haben sich international nicht durchgesetzt.

## Figurenbezeichnungen
Da die Figurenbezeichnungen von der Landessprache abhängig sind, werden bei internationalen Publikationen bevorzugt Figurensymbole (figurine Notation) dargestellt. Die Figurenbezeichnungen stellen in vielen Sprachen einen feudalen Staat rund um ein Königspaar nach. In manchen Sprachen werden sie als Figuren einer Armee (ohne Paar) verstanden.
|                                      | König                       | Dame                                | Turm                                        | Läufer                                                   | Springer             | Bauer                                               |
| ------------------------------------ | --------------------------- | ----------------------------------- | ------------------------------------------- | -------------------------------------------------------- | -------------------- | --------------------------------------------------- |
| Figurin                              |                             |                                     |                                             |                                                          |                      |                                                     |
| Unicode                              | ♔ ♚                         | ♕ ♛                                 | ♖ ♜                                         | ♗ ♝                                                      | ♘ ♞                  | ♙ ♟                                                 |
| Arabisch/العربية                     | ملك (malek) König           | وزير (wazīr) Minister               | رخ (rẖ) Festung                             | فيل (fīl) Elefant                                        | حصان (husān) Pferd   | جندي (dschundī) Soldat                              |
| Chinesisch/中文                      | 王 (Wáng)                   | 后 (Hòu)                            | 车 (Chē)                                    | 象 (Xiàng)                                               | 马 (Mǎ)              | 兵 (Bīng)                                           |
| Bosnisch                             | K – kralj                   | D – dama                            | T – top                                     | L – lovac                                                | S – skakač           | pješak                                              |
| Bulgarisch                           | Ц Цар (Zar)                 | Д Дама (Dama)                       | Т Топ (Top)                                 | О Офицер (Offizer)                                       | К Кон (Kon)          | П Пешка (Peschka)                                   |
| Dänisch                              | K Konge                     | D Dronning                          | T Tårn                                      | L Løber                                                  | S Springer           | Bonde                                               |
| Deutsch                              | K König                     | D Dame                              | T Turm                                      | L Läufer                                                 | S Springer           | Bauer                                               |
| Englisch und Internationale Notation | K King König                | Q Queen Königin                     | R Rook phon. von „Ruch“ (pers. Streitwagen) | B Bishop Bischof                                         | N Knight Ritter      | Pawn (urspr.) Fußsoldat                             |
| Esperanto                            | R Reĝo                      | D Damo                              | T Turo                                      | K Kuriero                                                | Ĉ Ĉevalo             | Peono                                               |
| Estnisch                             | K Kuningas                  | L Lipp                              | V Vanker                                    | O Oda                                                    | R Ratsu              | Ettur                                               |
| Finnisch                             | K Kuningas                  | D Kuningatar oder Daami             | T Torni                                     | L Lähetti                                                | R Ratsu oder Hevonen | Sotilas Soldat                                      |
| Französisch                          | R Roi König                 | D Dame Dame                         | T Tour Turm                                 | F Fou Narr                                               | C Cavalier Reiter    | Pion Spielstein (alt-franz. paon, urspr. Fußsoldat) |
| Griechisch                           | Ρ Βασιλιάς (Basilias)       | Β Βασίλισσα (Basilissa)             | Π Πύργος (Pyrgos)                           | Α Αξιωματικός (Axiomatikos)                              | Ι Ίππος (Hippos)     | Πιόνι (Pioni)                                       |
| Kroatisch                            | K Kralj                     | D Dama                              | T Top                                       | L Lovac                                                  | S Skakač             | Pješak                                              |
| Indonesisch                          | R raja                      | M menteri                           | B benteng                                   | G gaja                                                   | K kuda               | pion                                                |
| Isländisch                           | K Kóngur                    | D Drottning                         | H Hrókur                                    | B Biskup                                                 | R Riddari            | Peð                                                 |
| Italienisch                          | R Re                        | D Donna oder Regina                 | T Torre                                     | A Alfiere Bannerträger                                   | C Cavallo            | Pedone Fußsoldat                                    |
| Lettisch                             | K Kungs                     | D Dāma                              | T Tornis                                    | L Laidnis                                                | Z Zirgs              | Bandinieks                                          |
| Luxemburgisch                        | K Kinnek                    | D Damm                              | T Tuerm                                     | L Leefer                                                 | S Sprénger           | Bauer                                               |
| Mazedonisch                          | K Крал                      | D Дама                              | T Топ                                       | L Ловец                                                  | S Коњ                | Пешак                                               |
| Niederländisch                       | K Koning                    | D Dame                              | T Toren                                     | L Loper                                                  | P Paard              | Pion                                                |
| Norwegisch                           | K Konge                     | D Dronning                          | T Tårn                                      | L Løper                                                  | S Springer           | Bonde                                               |
| Plattdeutsch                         | K König                     | D Daam                              | T Toorn                                     | L Löper                                                  | P Peerd              | Buer                                                |
| Persisch/فارسی                       | شاه (schāh) König           | وزیر (wazir) Minister               | رخ (ruch) Streitwagen                       | فیل (fil) Elefant                                        | اسب (asb) Pferd      | سرباز (sarbāz) Soldat                               |
| Polnisch                             | K Król                      | H Hetman                            | W Wieża                                     | G Goniec                                                 | S Skoczek            | Pion                                                |
| Portugiesisch                        | R Rei                       | D Dama oder Rainha                  | T Torre                                     | B Bispo                                                  | C Cavalo             | Peão                                                |
| Rumänisch                            | R Rege                      | D Damă oder Regină                  | T Turn                                      | N Nebun                                                  | C Cal                | Pion                                                |
| Russisch                             | Кр Король (Kr Korol') König | Ф Ферзь (F Fers') Feldherr          | Л Ладья (L Ladja) Kahn                      | С Слон (S Slon) Elefant                                  | К Конь (K Kon') Ross | Пешка (Peschka) Fußsoldat                           |
| Schwedisch                           | K Kung                      | D Dam oder Drottning                | T Torn                                      | L Löpare                                                 | S Springare          | Bonde                                               |
| Serbisch                             | Краљ (Kralj)                | Краљица (Kraljica)                  | Топ (Top)                                   | Ловац (Lovac)                                            | Скакач (Skakač)      | Пешак (Pešak)                                       |
| Spanisch                             | R Rey König                 | D Dama oder Reina Dame oder Königin | T Torre Turm                                | A Alfil phon. von „al“ u. „fil“ (pers. d. arab. Elefant) | C Caballo Pferd      | Peón Hilfsarbeiter                                  |
| Tschechisch                          | K Král                      | D Dáma                              | V Věž Turm                                  | S Střelec (Bogen-)Schütze                                | J Jezdec Reiter      | Pěšec                                               |
| Türkisch                             | S Şah Schah                 | V Vezir Minister                    | K Kale Burg                                 | F Fil Elefant                                            | A At Pferd           | Piyon Spielstein (alt-franz. paon urspr. Fußsoldat) |
| Ukrainisch                           | Kр Король (Korol') König    | Ф Ферзь (Fers') Feldherr            | Т Тура (Tura) Turm                          | С Слон (Slon) Elefant                                    | К Кінь (Kin') Pferd  | Пішак oder Пішка (Pischak oder Pischka) Fußsoldat   |
| Ungarisch                            | K Király König              | V Vezér Führer                      | B Bástya Bastei, Turm                       | F Futó Läufer                                            | H Huszár Husar       | Gyalog Bauer, Soldat, zu Fuß                        |